# Parco nazionale di Mikumi
Il parco nazionale di Mikumi (Mikumi National Park in inglese) è un'area naturale protetta della Tanzania centro-orientale. Il parco fu istituito nel 1967; attualmente copre un'area di 3230 km², ed è il quarto più grande parco del paese dopo il Serengeti, il Ruaha e il Katavi. 

## Territorio
Il Mikumi confina a sud con la riserva di caccia del Selous (uno dei più grandi parchi faunistici al mondo); le due aree formano un unico ecosistema, noto come ecosistema di Selous-Mikumi, il più vasto dell'intero continente africano. Altre due aree naturali confinanti sono il parco nazionale dei monti Udzungwa e i monti Uluguru. 
È attraversato dalla strada che congiunge Dar es Salaam (a 283 km dal parco) e Iringa; lo si può raggiungere da Dar es Salaam anche con voli charter e in pullman.

## Flora
Il paesaggio del Mikumi viene spesso paragonato a quello del Serengeti. La strada che attraversa il parco lo divide in due aree con ambienti parzialmente distinti.
 La zona nord-occidentale è caratterizzata dalla pianura alluvionale del bacino del fiume Mkata, più ricca di pozze e di fauna. La vegetazione di questa zona è costituita da savana punteggiata da acacie, baobab, alberi delle salsicce, tamarindi e qualche rara palma. In quest'area, nella parte più lontana dalla strada, si trovano le spettacolari formazioni rocciose dei monti Rubeho e Uluguru. La parte sudorientale del parco è meno ricca di fauna, e poco accessibile.

## Fauna

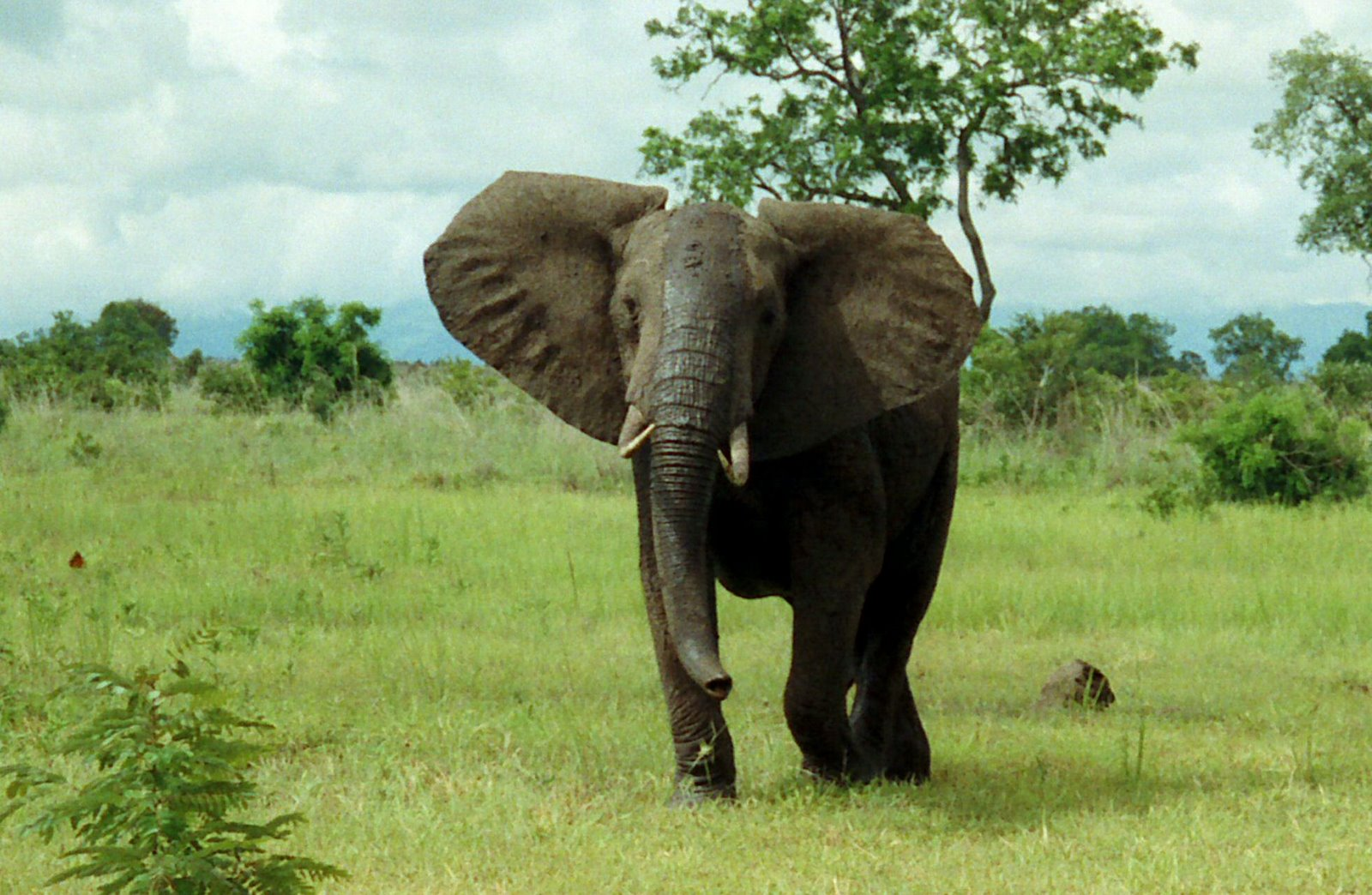

La fauna comprende numerose delle specie caratteristiche della savana africana. Secondo le guide locali, a Mikumi le probabilità di vedere un leone che si arrampica su un tronco d'albero sono maggiori che nel Manyara (celebre per essere uno dei pochi posti dove i leoni esibiscono questo comportamento). Nel parco si trova anche una sottospecie endemica di giraffa, che i biologi considerano l'anello di congiunzione fra la giraffa masai (Giraffa tippelskirchi) e la giraffa reticolata (Giraffa reticulata). Altri animali presenti nel parco sono elefanti, zebre, gnu, impala, eland, kudu, antilopi nere, iene maculate, facoceri, babbuini, coccodrilli, leopardi e bufali. A circa 5 km dall'ingresso settentrionale del parco ci sono due pozze abitate da ippopotami. Sono state contate nel parco oltre 400 specie di uccelli.

## Turismo
Il Mikuni appartiene al circuito dei parchi faunistici della Tanzania meridionale, meno battuti dal turismo internazionale e maggiormente protetti dal punto di vista ambientale. La maggior parte degli itinerari che attraversano il Mikuni procedono in direzione del Parco nazionale di Ruaha e del Selous. I safari hanno luogo soprattutto nella zona nord-occidentale, dove sono tracciate le piste per i fuoristrada. La stagione consigliata per la visita al parco è quella secca compresa fra maggio e novembre.
All'interno del campo si trovano due lodge, due campi tendati fissi, e tre campeggi. Nella cittadina di Mikumi, ai bordi del parco, ci sono diverse guesthouse.